# Paranthura plumosa
Paranthura plumosa is een pissebed uit de familie Paranthuridae. De wetenschappelijke naam van de soort is voor het eerst geldig gepubliceerd in 1966 door Pillai.